# Mosfellsbær
Mosfellsbær è un comune dell'Islanda occidentale, situato 17 km a nord della capitale Reykjavík. Il famoso scrittore Halldór Laxness spese parte della sua giovinezza a Mosfellsbær.
Si suppone che Egill Skallagrímsson seppellì il suo argento nelle vicinanze della città. Lo studio di registrazione Sundlaugin si trova qui.

## Amministrazione

### Gemellaggi
- Loimaa
- Skien
- Thisted
- Uddevalla